# L'uomo a un grado kelvin
L'uomo a un grado kelvin è un romanzo giallo fantascientifico del 2013 di Piero Schiavo Campo. Vincitore del Premio Urania 2012, è stato pubblicato nel numero 1600 della collana Urania nel novembre 2013.

## Trama
Ambientato nel 2061, il romanzo segue due linee parallele dell'indagine sulla morte di un ricercatore attivo nel campo del teletrasporto, che viene ritrovato cadavere all'interno di un macchinario preparato per una dimostrazione pubblica. Il personaggio principale, Richard "Dick" Watson, è un investigatore della polizia europea che svolge quasi tutta la sua parte di indagine a Milano. Una indagine parallela viene invece svolta a Parigi.
Nel corso del romanzo compaiono diversi elementi fantascientifici quali i calcolatori quantici, l'esistenza nel passato di una crisi mondiale e del terrorismo luddistico, una divisione di Milano in settori etnici rigidamente controllati, una rete globale simile al web ma con interfaccia tridimensionale nello spirito di Second Life.